# Czworobok Wesleyański

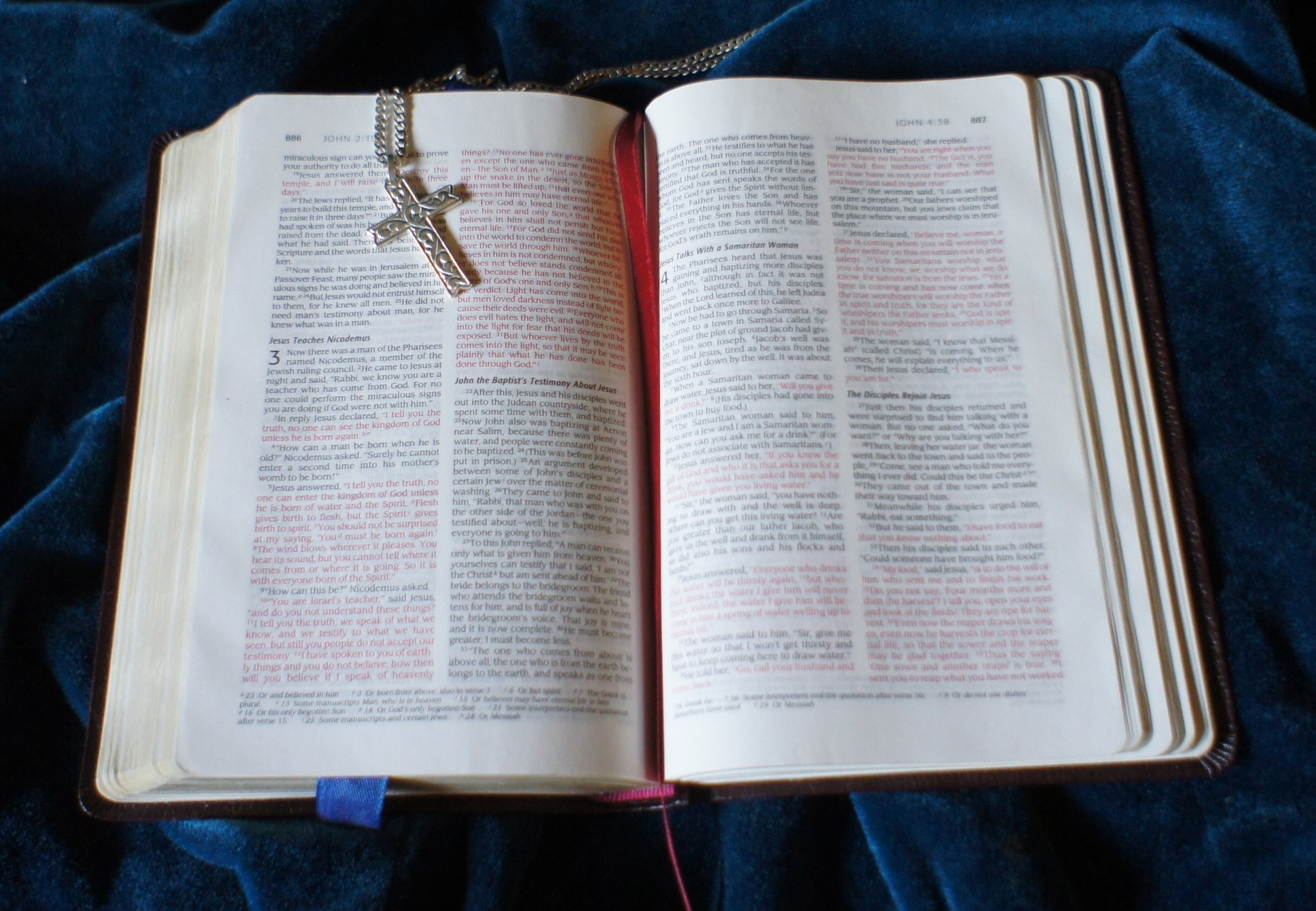
Pismo Święte wiedzie prym w refleksji teologicznej Czworoboku

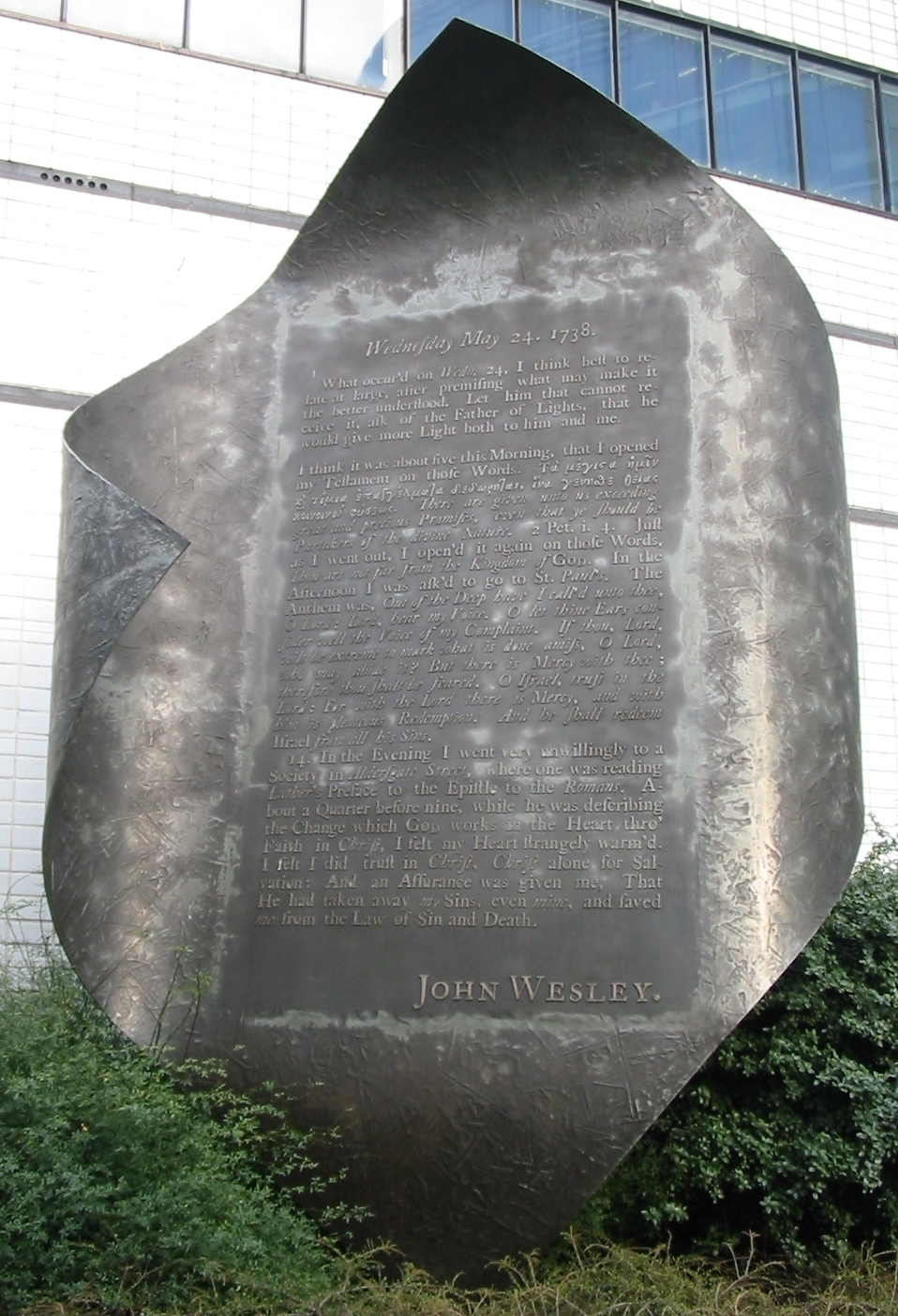
Doświadczenie jest dodatkowym źródłem autorytetu. Na zdjęciu widoczny jest pomnik upamiętniający nawrócenie i pewność usprawiedliwienia Jana Wesleya.

Czworobok Wesleyański czy Metodystyczny Czworobok – metodologia refleksji teologicznej przypisywana Janowi Wesleyowi, przywódcy ruchu metodystycznego końca XVIII wieku. Termin ten został wprowadzony przez amerykańskiego dwudziestowiecznego uczonego, metodystę Alberta C. Outlera.
Metodologia oparta jest na czterech źródłach, które stanowią podstawę refleksji teologicznej i doktrynalnej. Źródłami tymi są Pisma Święte, tradycja, rozum oraz doświadczenie chrześcijańskie (przeżycia empiryczne).

## Opis
Badając prace Jana Wesleya, Albert Outler wysunął teorię, iż Wesley oponował za czteroczłonowym procesem dedukcji teologicznej. Stwierdził, że Wesley określił Pismo Święte mianem „rdzenia wiary chrześcijańskiej”, nieodzowny element analogia fidei, podstawowe źródło definiowanej doktryny. Prym Pisma Świętego zajmował w myśli Wesleya centralną pozycję. Sam siebie określał mianem homo unius libri (człowieka jednej księgi). Jednakowoż definiowana doktryna musiała być zgodna z ortodoksyjną tradycją chrześcijaństwa. Wesley nadał ważność w procesie dedukcyjnym również tradycji; została ona także zawarta w Czworoboku Wesleya. Kolejnym aspektem jest doświadczenie. Wesley uważał, że wiara to coś więcej niż zwyczajne intelektualne uznanie idei. Z tego powodu utrzymywał, iż część dedukcji teologicznej obejmuje wiarę „empiryczną” (doświadczaną). Innymi słowy, „prawda”, jeśli rzeczywiście jest prawdą, powinna być także osobistym doświadczeniem chrześcijan (powszechnie, nie jednostkowo; jest to czasami określane w chrześcijaństwie mianem „zmysłu wiary”). Finalnie, powinniśmy móc obronić każdą doktrynę w racjonalny sposób. Wesley w żadnym razie nie oddzielał wiary od rozumu.
Tradycja, doświadczenie i rozum, trzy kąty tego „czworoboku” są jednak zawsze poddane Pismu Świętemu, które wiodzie prym.

### Zarys
Pismo Święte
Wesley podkreślał, że Pismo Święte jest absolutnym autorytetem oraz jest jedyną miarą, dzięki której wszelkie inne „prawdy” są sprawdzane. Całe Pismo przez Boga jest natchnione., nalegał Wesley. Jest ono regułą samą w sobie wystarczającą. Pismo nie potrzebuje ani też nie może przyjąć żadnych treści spoza niego. Mówi ono, zdaniem Wesleya, o usprawiedliwieniu przez wiarę, jako o bramie do świętości: Pwt 30,6; Ps 130,8; Ez 36,25. 29; Mt 5,48; 22,37; Łk 1,69; J 17,20–23; Rz 8,3–4; 2 Kor 7,1; Ef 3,14; 5,25–27; 1 Tes 5,23; Tt 2,11–14; 1J 3,8; 4,17.
Tradycja
Wesley napisał, że panującą opinią jest zdanie, że dowody zaczerpnięte z tradycji tracą na wartości wraz z czasem. Jest ona przecież wciąż wystawiona na różne nurty, szkoły, kontrowersje itp. Pomimo tego, iż inne dowody mogły by być nawet mocniejsze, to Wesley nalegał, by człowiek „nie lekceważył dowodów zaczerpniętych z tradycji. Wiemy przecież, że jest ona na swój sposób wielce dla nas pożyteczna. Musi ona zajmować należne miejsce, a my powinniśmy ją trzymać w należnym poważaniu”. Wesley twierdzi, że ci, których charakteryzuje jasne zrozumienie i silne przekonanie, powinni być świadomi siły tradycji. Samą tradycję definiuje jako 1700 lat (stwierdza on to w wieku XVIII) historii Jezusa i apostołów. Świadectwo usprawiedliwienia i uświęcenia, które jest w niej zawarte, jest nieprzerwanym połączeniem, który pozwala nam na społeczność z tymi, którzy bieg już ukończyli, walkę stoczyli, a obecnie z Bogiem, w jego chwale i mocy, królują.
Rozum
Choć Pismo Święte samo w sobie jest wystarczające i stanowi fundament prawdziwej religii, to pomimo tego Wesley stwierdził, „iż rozum jest wielce użyteczny w poznawaniu siebie samych, a także w wykładaniu tych żywych wyroczni [Pisma Świętego]”. Jasno stwierdza, że bez rozumu nie możemy pojąć podstawowych prawd Pisma Świętego. Jednakże użycie rozumu nie polega na wymyśleniu jakiejś interpretacji. Rozum musi być wsparty przez Ducha Świętego. Dopiero wtedy zrozumieć możemy tajemnice Boże. W kontekście usprawiedliwienia przez wiarę oraz uświęcenia, Wesley stwierdził, że chociaż rozum nie może wysilić się by uwierzyć, to jednak rozum bez uprzedzeń może pojąć narodziny na nowooraz wewnętrzną i zewnętrzną świętość.
Doświadczenie
Poza Pismem Świętym doświadczenie jest najwyraźniejszym dowodem przemawiającym za autentycznością chrześcijaństwa. „Obietnice zawarte w Piśmie Świętym są dla mnie źródłem przyjemności”. Wesley podkreślał, że nie możemy mieć szczerej pewności zbawienia, jeśli nie doświadczyliśmy jego osobiście. Był on przekonany, że zarówno usprawiedliwienie, jak i uświęcenie, musi być doświadczone przez prawdziwego chrześcijanina. Przeświadczenie to wynikało z jego własnego życiowego doświadczenia. Chrześcijaństwo (rozumiane jako wewnętrzna zasada) jest wypełnieniem wszystkich obietnic zawartych w Piśmie Świętym. Dowód zaczerpnięty z tradycji może być złożony, lecz doświadczenie jest proste to jednak słowa o tym, że „wiem jedno; byłem ślepy, lecz teraz widzę” doskonale oddają relacje tych dwóch rzeczy. Doświadczenie przemawia do każdego. Odnośnie usprawiedliwienia i uświęcenia, Wesley stwierdza, że chrześcijaństwo jest doświadczeniem świętości i szczęścia, obrazem Boga odciśniętym na stworzonym duchu, potokiem pokoju i miłości dążącym ku życiu wiecznemu.

## Zastosowanie
Zjednoczony Kościół Metodystyczny, twierdzi, że „Wesley wierzył, że rdzeń żywej wiary chrześcijańskiej został objawiony w Piśmie Świętym, oświecony tradycją, ożywiony doświadczeniem oraz potwierdzony przez rozum. Pismo Święte [jednakże] jest najważniejsze, objawia nam Słowo Boże na tyle, na ile jest to konieczne dla naszego zbawienia”.
Wesley postrzegał swój czworobok nie tylko jako wskazujący jak należy tworzyć system teologiczny, lecz sądził, że także właściwie on opisuje jak praktycznie każdy formuje system teologiczny. Jako obserwator ludzkich zachowań i pragmatyk, podejście Wesleya do Czworoboku było z pewnością fenomenologiczne, opisujące w praktyczny sposób, jak rzeczy faktycznie działają w ludzkim doświadczeniu, które znajduje pokrycie w rzeczywistości. Tak więc, kiedy Wesley mówi o „Tradycji”, odnosi się nie tylko do starożytnej Tradycji Kościoła i pism wielkich teologów i Ojców Kościoła z minionych wieków, lecz także do współczesnych i bezpośrednich wpływów teologicznych, które pomagają zrozumieć człowiekowi Boga oraz teologię chrześcijańską „Tradycja” może obejmować zawierać w sobie wierzenia, wartości i zwyczaje własnej rodziny i zasady wychowania. Może również obejmować różne przekonania i wartości, które osoba napotyka i które mają wpływ na zrozumienie Pisma Świętego.
W rozumieniu Zjednoczonego Kościoła Metodystycznego, zarówno świeccy, jak i duchowni uczestniczą w „naszym zadaniu teologicznym”. Zadaniem teologicznym są nieustanne starania, dążące ku temu, by żyć „po chrześcijańsku” pośród wszelkich złożoności świeckiego świata. Czworokąt Wesleya jest określany w Metodyzmie mianem „wytycznej teologicznej”, a przyszli pastorzy są nauczani jego zasad w seminariach. Jest on przedstawiany jako podstawowe narzędzie do interpretowania Biblii oraz uzyskiwania wskazówek dotyczących kwestii moralnych i dylematów, przed którymi każdy staje w życiu codziennym.